# Mariana Koskull
Henrietta Mariana "Marianne" Charlotta Koskull, född 19 februari 1785 i Växjö, död 30 mars 1841 i Stockholm, var en svensk friherrinna och  kammarfröken. Hon blev känd som den utpekade mätressen till Karl XIII och till Karl XIV Johan. Som sådan utövade hon också ett visst inflytande vid hovet.
I Hedvig Elisabet Charlottas dagbok beskrivs Koskull som högt bildad och behaglig och med ett i grunden gott hjärta, men också som fåfäng och intrigant.

## Bakgrund
Mariana (eller Marianne som hon kallas i vissa källor) var ett av åtta barn till friherre Gustaf Fredrik Koskull (1751–1813) och Anna Charlotta Gjelstrup (1758–1815). Hon var syster till Constance Koskull, målaren Ulrika Vilhelmina Koskull, generalmajor Gustaf Adolf Koskull och kabinettskammarherren Claes Ulric Koskull. Familjen var fattig och hennes syster Constance blev av ekonomiska skäl bortgift med John Hall den yngre, från vilken hon skilde sig efter hans konkurs 1811.

## Hovkarriär
Koskull blev 1809 hovfröken, och därefter kammarfröken, hos drottning Charlotta. Vid hovet var hon en av de ledande figurerna i sällskapslivet och omtalad för sin bildning och musikalitet. Hon spelade harpa, kunde sjunga och innehade ofta huvudrollen i hovets amatörteater.

### Mätress
Mariana Koskull har utpekats som älskarinna till både Karl XIII och till Karl XIV Johan. I båda fallen är historikerna oeniga om hon verkligen hade denna roll, eller bara försökte göra sken av det. De är också oense om ifall hon fick ett barn tillsammans med den sistnämnda.
Koskull ska ha låtit avmåla sig som musikens musa, och placerade denna bild i en tavla vars baksida var ett porträtt av en spåkvinna. Tavlan hängdes i Karl XIII:s förrum. Enligt Magnus Jacob Crusenstolpe var detta ett sätt att kommunicera med kronprinsen: då tavlan var vänd med spåkvinnan framåt, var det ett tecken på att hon skulle tillbringa dagen med kungen, och då den var vänd med musan framåt, var dagen vikt för kronprinsen.
Vad gäller Karl XIII, skrev drottningen i sin berömda dagbok i juni 1815, då hon gav en sammanfattning av Koskulls relation till Karl XIII, Karl Johan och prins Oscar, att Karl XIII betedde sig som hennes älskare utan att verkligen kunna vara det:
"Marianne Koskull är ingen fullkomlig skönhet men ser mycket bra ut, är obetänksam, behagsjuk, vill blott roa sig och är bortskämd av att allmänt beundras. I grund och botten är hon snäll men stöter folk för huvudet genom sin tanklöshet. Också kungen fann behag i Marianne, skämtade ofta med henne, och trots sin höga ålder syntes han fatta ett visst tycke för henne, betedde sig som hennes älskare utan att i verkligheten kunna vara det. Denna dam är livlig, talangfull och särdeles bildad. Hon har den stora förtjänsten att visa sina anhöriga mycken godhet, tager hand om sina syskon. Tyvärr saknar hon alldeles hållning och har det svåra felet att vara ytterst beräknande. Fastän kronprinsen blivit förtjust i henne, borde hon snarar tänka på att ingå ett lämpligt giftermål än att vara i hans gunst. Ehuru jag ej kan garantera sanningen därav, lär hon vara hans mätress. Han ville hålla det hemligt och iaktta all yttre anständighet, men fröken Koskull var så smickrad av att vara hans utvalda, att hon ständigt skröt därmed, visade magnificka juvelsmycken, så dyrbara att de ej kunde vara från någon annan än kronprinsen. Alltnog, hon betraktades allmänt som hans favorit. Prins Oskar träffade henne ofta hos sin far, började göra henne sin kur, vilken en gång föranledde hans guvernör baron Cederhjelm att säga, när Marianne en lång stund koketterat för prinsen:' För Guds skull, min fröken, skona tredje generationen, ni fördärvar ju allihop på en gång.' En dräpande anmärkning, då man betänker kungen skröplighet och att prins Oskar är så ung, att han väl knappast ännu kan njuta kärlekens fröjder. Cederhjelm är ett kvickhuvud, känd för sina fyndiga och lite elaka infall, varför hans yttrande ej kan förvåna."
Karl Johan troddes ha inlett ett förhållande med Koskull efter sin makas avresa 1811, även om han var verkligt förälskad i hennes kusin, Aurora Wilhelmina Brahe. Karl Johan ska ha försökt dölja förbindelsen, medan Mariana Koskull i stället underblåste ryktet. Förhållandet tycks ha varat i fyra år innan det blev allmänt känt, och Hedvig Elisabet Charlottas dagbok nämner i maj 1815: 
"Ännu en anledning torde medverka till att kronprinsen ingalunda önska se kronprinsessan återvända. Det skvallras om, att han underhåller en förbindelse med en av mina hovdamer, fröken Koskull, en förbindelse som han förstått att med den allra största omsorg dölja men som genom den unga damens eget förvållande blivit känd. Hon begär nämligen inget bättre än att folk ska tro att ryktet talar sant. Det är ju möjligt, att kronprinsen är road av henne och tycker hon är behaglig, men egentligen är han en beundrare av Koskulls kusin grevinnan Brahe. Härom skulle dock de elakaste tungor kunna säga något giftigt, ty härvidlag tillgår allt på det mest passande och oklanderliga sätt."
I januari 1816 troddes Karl Johans ovilja inför sin makas återkomst från Paris ha att göra med hans förhållande med Koskull, och då nämns också att detta förhållande troddes ha pågått i fem år:
"För övrigt trodde kronprinsen, att hon åter skulle vantrivas här, och hade själv ingen lust att återse sin gemål, ty han hade sitt förhållande med fröken Koskull, vilken börjat strax efter kronprinsessans avresa till Paris. Kronprinsen hade dock sökt att hålla det mycket hemligt. Men ingenting sparades, när det gällde Marianne. Hon fick magnificka juvelsmycken, präktiga kläder och utsökt fina möbler. Hon visade gärna sina presenter, uppträdde nästan som en 'maitresse en titre'. Detta verkade stötande och väckte prat och ogillande, så mycket mer som hon var hovfröken."
I juni 1815 troddes Mariana Koskull en tid ha ersatts av sin kusin Aurora Brahe: 
"För att skingra sina bekymmer, orsakade av läget i Frankrike, har kronprinsen, sedan vi nu fått vackert väder, anordnat små middagar och supéer med ett utvalt sällskap av unga damer och några med honom jämnåriga. Allmänheten hade sett, att kronprinsen utmärkte grevinnan Brahe framför alla andra och att fröken Koskull ej deltogo i ovannämnda utflykter, och trodde nu helt felaktigt, att han ändrat tycke. Men grevinnans alltid förståndiga, värdiga och korrekta uppförande bör bespara henne dylika misstankar. Jag är fullkomligt övertygad, att han för henne blott hyser vänskap, grundad på den varma tillgivenhet, han ägnar hennes man. Ganska naturligt är dock, om han samtidigt tjusas av hennes skönhet och därför skänker henne sin hyllning. För min del tror jag säkert, att grevinnans kusin fröken Koskull är hans älskarinna och att hans känslor för grevinnan äro helt platoniska."
Koskull ska ha använt sitt inflytande för att rekommendera utnämningar till ämbeten för släktingar och vänner. Hon ansågs ha missbrukat sitt inflytande över Karl Johan för att få sin bror, Gustaf Adolf Koskull, som då var ogillad på grund av sitt utsvävande privatliv, utnämnd till kaptenlöjtnant vid Livdrabanterna. Hennes utnämningsverksamhet nämns i januari 1817, då det påpekas att grevinnan Aurora Brahe och Koskull var en av två kvinnor som Karl Johan hade kommit närmast: "Den andra, grevinnan Brahes kusin fröken Koskull däremot har mycken espri, är högt bildad, ytterst behaglig, har alla möjliga talanger men är fåfäng och gruvligt intrigant. För varje dag framträdde allt mer hennes begär att visa i hur hög grad hon åtnjuter kronprinsens gunst [...] Fröken Koskull är ivrig att rekomendera än den ene, än den andra. Möjligen sker det ibland av välvilja, ty hon har i grunden ett gott hjärta, men även för att visa sin makt. Så skedde tydligen, då hennes broder baron Gustaf Koskull utnämndes till löjtnant vid Livdrabantkåren." Gustaf Koskull ska också ha varit illa sedd av sina släktingar, paret Brahe, på grund av sin utsvävande livsstil.
En anekdot berättades som illustration för Koskulls inflytande i utnämningsfrågor för protegéer: "För vart år som gick blev Carl XIII allt slöare och mer apatisk. Han presiderade visserligen i konseljen, men satt vanligen och sov. En kyrkoherdeutnämning föredrogs. Namnet på pastoratet väckte honom. »Nej vänta. Det där skulle Marianne Koskull ha.» Han trevade i fickan, fick tag i lappen hon stuckit dit och hennes protegé fick det feta gället." Johan Christopher Toll ska ha uppvaktat Koskull för hennes inflytandes skull, men också för att hon var släkt med Aurora Wilhelmina Koskull, som genom giftermål var släkt med Karl Johans gunstling Magnus Brahe.

### Karl Johans regeringstid
Under åren efter änkedrottning Charlottas död 1818 och drottning Desiderias och Josefina av Leuchtenbergs ankomst till Sverige 1823, förekom det nästan inget hovliv i Sverige, då prinsessan Sofia Albertina föredrog ett tillbakadraget liv på sin egendom och Karl Johan hade dragit in på hovlivet till ett minimum och enligt samtida beskrivningar levde som "en rik privatman" och föredrog att umgås med Mariana Koskull. När Koskulls syster Constance Koskull skulle presenteras vid hovet väckte det stora protester på grund av dennas "skandalösa" privatliv och alla adelskvinnor som ombads sköta presentationen simulerade sjukdom tills statsfrun Ruuth slutligen utförde hovpresentationen varpå hon ”straxt derpå dånade”.
Vid drottning Desiderias återkomst till Sverige 1823 utnämndes Koskull till hennes kammarfröken. Efter 1823 omtalas förhållandet mellan Koskull och Karl Johan inte så mycket. Mariana Koskull gifte sig aldrig.